# Либерга
Либерга (словен. Liberga) — поселення в общині Шмартно-при-Літії, Осреднєсловенський регіон, Словенія. 
Висота над рівнем моря: 506,1 м.